# Všeobecné volby v Belgii 1958
Belgické všeobecné volby z roku 1958 se konaly 1. června 1958.

## Výsledky
| Politická strana | Politická strana                                | Počet hlasů | Hlasy v % | Počet mandátů | Mandáty v % |
| ---------------- | ----------------------------------------------- | ----------- | --------- | ------------- | ----------- |
|                  | CVP-PSC                                         | 2 465 549   | 46,50     | 104           | 49,06       |
|                  | Parti socialiste – Socialistická strana – jinak | 1 897 646   | 35,79     | 84            | 39,62       |
|                  | PL – LP                                         | 585 999     | 11,05     | 21            | 9,91        |
|                  | PCB-KPB                                         | 100 145     | 1,89      | 2             | 0,94        |
|                  | Cartel libéral socialiste                       | 111 284     | 2,10      | 0             | 0           |
|                  | Lidová unie                                     | 104 823     | 1,98      | 1             | 0,47        |
|                  | ostatní                                         | 36 907      | 0,70      | 0             | 0,00        |